# الجده
ال جده یک منطقهٔ مسکونی در امارات متحده عربی است که در رأس‌الخیمه واقع شده‌است.

## خصوصیات
ال جده ۳۱۶ متر بالاتر از سطح دریا واقع شده‌است.